# 池浦さだ夢
池浦 さだ夢（いけうら さだゆめ）は、日本の俳優、演出家、脚本家、振付師。大阪府出身。男肉 du Soleil団長。

## 来歴
近畿大学文芸学部芸術学科卒業。同学科で舞台芸術を専攻していた学生を中心に劇団「男肉 du Soleil」を結成、団長を務める。
所属以外の活動では、関西周辺の劇団や、ヨーロッパ企画関連作品への出演が多い。

## 参加作品

### 舞台
男肉 du Soleil 公演（作・演出・出演）
- 作品一覧はこちらを参照

ヨーロッパ企画 公演
- 殺鼠コメディ/ヒップホップコメディ（2012年、元・立誠小学校）脚本・演出
- ハイタウン2014「スクールカースト低いコメディ」（2014年、元・立誠小学校）作・演出 [3]
- 夢! 鴨川歌合戦（2014年、元・立誠小学校 他）振付
- 突風！道玄坂歌合戦（2016年、CBGKシブゲキ!!）振付 [4]
- コテンパン・ラリー2（2016年、元・立誠小学校 他）脚本 [5]

その他
- 京都ロマンポップ「幼稚園演義」（2011年、元・立誠小学校）振付
- 大好きな君に、ひっぷほっぷ!（2012年、神保町花月）脚本・演出
- 魁！男肉塾（2014年、森ノ宮ピロティホール）作・演出
- 劇団アグレッシブですけど、何か?!「タネも仕掛けもございません!」（2014年、元・立誠小学校 他）脚本
- マゴノテ「課金型エベント～続きが見たい方は有料になります～」（2016年、元・立誠小学校）脚本
- ピボットターンで振り向いて（2018年、福岡パピヨン24）演出 [6]
- SHOW MUST GO ON「勇者を止めるな/2018年」（2018年、福岡市科学館 サイエンスホール）脚本 [7]
- 信長未満—転生光秀が倒せない—（2023年3月23日 - 26日、KAAT 神奈川芸術劇場 ホール）脚本・演出[8]

### テレビ
- ドラゴン青年団（2012年、毎日放送）脚本
- ヨメ代行はじめました。（2013年、関西テレビ）脚本・出演
- 10神スパイ大作戦～コードバリカタ～（2019年、福岡放送）脚本・出演 [9]
- 鷹からマリコ（2019年、RKB毎日放送）脚本
- 課長バカ一代（2020年、BS12 トゥエルビ）脚本
- 田園ボーイズ（2020年、テレビ神奈川 他）シリーズ構成 [10]
- 大江戸スチームパンク（2020年、テレビ大阪）脚本
- 信長未満 -転生光秀が倒せない-（2022年10月 - 12月、テレビ神奈川） - 監督・脚本[11]

### ラジオ
- こちらヨーロッパ企画福岡支部（2013年 - 、LOVE FM）構成
- ヨーロッパ企画のブロードウェイラジオ!（2014年 - 、KBS京都ラジオ）ドラマ「前世の記憶」作

### アニメ
- 生放送アニメ 直感×アルゴリズム♪（2017年、ニコニコ生放送）監督・構成・脚本・振付

### 映画
- 劇場版 田園ボーイズ（2020年）脚本 [12]

## 出演作品

### 舞台
ヨーロッパ企画 公演
- 永野宗典不条理劇場「虚業」（2011年、元・立誠小学校 他）[13]
- 劇野郎が来る!（2012年、元・立誠小学校 他）
- カレの居ぬ間にビッグフット!（2014年、元・立誠小学校 他）

KUNIO 公演
- KUNIO 05「迷路」（2009年、AI・HALL）
- KUNIO 06「エンジェルス・イン・アメリカ 第1部 至福千年紀が近づく」（2009年、京都芸術センター）
- KUNIO 09「エンジェルス・イン・アメリカ」（2011年、京都芸術センター 他）
- KUNIO 15「グリークス」（2019年、神奈川芸術劇場 他）

その他
- 共犯企画「大炎上」（2008年、大阪市立芸術創造館）
- M☆3「こいのいたみ～come on! ITAMI～」（2011年、AI・HALL）
- We dance 横浜 2012「Dis/Respect for you」（2012年、神奈川芸術劇場）
- THE ROB CARLTON「スカイ・エグゼクティヴ」（2013年、元・立誠小学校）
- ピラミッドだぁ!（2014年、神保町花月）
- gate#13《April》「京都俳優ラップの会「101」」（2015年、京都KAIKA）
- 努力クラブ「ピエロどうもありがとうピエロ」（2016年、アトリエ劇研）
- 新ロイヤル大衆舎「王将」（2017年、小劇場 楽園）[14]

### テレビ
- ヨーロッパ企画の暗い旅（2011年 - 、KBS京都）
- タクシードライバー祇園太郎（2011年、NHK）声の出演
- 天才脚本家 梶原金八（2014年、時代劇専門チャンネル）酔客B 役
- 連続テレビ小説 マッサン（2014年、NHK）中村（山崎醸造所の工員）役

### 映画
- 私たちのハァハァ（2015年）
- 鯉のはなシアター（2018年）

### インターネットテレビ
- おちゅーんLIVE!（2015年 - 、YouTube Live、ニコニコ生放送）出演多数